# Bernke Klein Zandvoort
Bernke Klein Zandvoort (Amersfoort, 3 januari 1987) is een Nederlandse dichter, groeide op in Zwolle en woont tegenwoordig in Amsterdam.
Klein Zandvoort volgde de opleiding Beeld en Taal aan de Gerrit Rietveld Academie. Haar debuut Uitzicht is een afstand die zich omkeert verscheen op 30 januari 2013 bij Uitgeverij Querido. Hieraan vooraf ging een waarnemingsstudie over de betekenis van woorden voor een begrijpbare wereld, die zij samen met Wim Noordhoek uitploos. Kenmerkend waren de lange zinnen en het ontbreken van leestekens en titels. Het debuut was genomineerd voor de C. Buddingh'-prijs en won de debuutprijs Het Liegend Konijn.
In november 2020 verscheen haar tweede dichtbundel, getiteld Veldwerk, dat genomineerd werd voor De Grote Poëzieprijs.
Van 2017 tot en met 2021 was Klein Zandvoort redacteur voor literair tijdschrift De Revisor.

## Prijzen
- 2013 - Debuutprijs Het Liegend Konijn voor Uitzicht is een afstand die zich omkeert[3]

## Nominaties
- 2013 - C. Buddingh'-prijs voor Uitzicht is een afstand die zich omkeert
- 2014 - Jo Peters Poëzieprijs voor Uitzicht is een afstand die zich omkeert
- 2021 - De Grote Poëzieprijs voor Veldwerk

- Bibliothèque nationale de France: cb167345098 (data)
- Gemeinsame Normdatei: 1034984985
- International Standard Name Identifier: 0000 0004 2310 8209
- Nationale Bibliotheek van Letland: 000287316
- Nederlandse Thesaurus van Auteursnamen: 355333384
- Virtual International Authority File: 305805963